# Worcester
|  | Per a altres significats, vegeu «Worcester (desambiguació)». |

Worcester és una ciutat anglesa situada al comtat de Worcestershire, a 48 km al sud-oest de Birmingham i 47 al nord de Gloucester. Aquesta ciutat està banyada pel riu Severn, el més llarg i cabalós de Regne Unit, als marges del qual hi ha la famosa catedral que apareix dibuixada al revers dels bitllets de 20 lliures. És la seu d'un bisbat, el representant del qual signa amb el seu nom seguit de la paraula Wigorn, una abreviació del terme llatí Wigorniensis, que vol dir «de Worcester».

## Història
Els primers assentaments a la ciutat daten de l'era neolítica i han estat trobats nombrosos jaciments que així ho confirmen. Es creu que Worcester era la ciutat que els britans anomenaven Cair Guiragon, esmentada per Nennius en la seva Historia Brittonum. Posteriorment, sota l'ocupació romana, Worcester, llavors Vertis, va ser un fortí i un centre comercial durant gairebé 300 anys. Després de la retirada romana, van arribar els anglosaxons, que li van donar el nom del qual deriva l'actual: Weorgoran ceaster, que vol dir «assentament dels weorgoran». Aquesta tribu anglosaxona, els weorgoran (literalment «gent del riu ventós») van ser els precursors del que seria el Regn de Hwicce, els quals van arribar del sud-oest probablement l'any 577 després de la batalla de Deorham. El primer bisbe d'aquest regne es va establir en aquesta ciutat, tot i que en aquell temps no era tan gran com Gloucester ni tan important com Winchcombe, on estava la cort.
Després Worcester va passar a ser possessió dels anglesos i el rei Hardecanut gairebé la va destruir el 1041, per l'oposició dels seus ciutadans a contribuir a les taxes imposades. Durant el període de guerres pel poder entre els partidaris de Matilda i els d'Esteve de Blois, Worcester va ser l'escenari de diversos enfrontaments (1139, 1150 i 1151).
A l'edat mitjana tardana, l'economia local estava basada en una pròspera producció tèxtil i es va dotar la ciutat d'una certa autonomia administrativa (county corporate).
El 1651 es va produir la batalla de Worcester, en l'intent de Carles II per recuperar el tron d'Anglaterra. Encara que al començament del conflicte, Worcester s'havia declarat a favor del Parlament, després va canviar i la major part del temps va ser fidel al rei, fins al punt que després de ser el darrer bastió per aquest monarca i després de perdre la batalla definitiva els ciutadans de Worcester, per iniciativa pròpia, van apel·lar al Parlament demanat una compensació per al derrotat Carles. És per això que té el sobrenom de Fidelis Civitas.
El 1751 es va inaugurar una fàbrica de porcellana, la Royal Worcester Porcelain Company, que va donar renom a la ciutat i que actualment és un museu. Durant els segles xviii i xix va ser un important centre de producció de guants, negoci que donava feina a unes 30.000 persones. El 1815 es va obrir un canal navegable que enllaçava la ciutat amb Birmingham, cosa que va afavorir les relacions comercials. El 1882 Worcester va organitzar una gran fira de les arts inspirada en l'exposició de Londres del 1862, la qual va tenir 222.807 visitants.

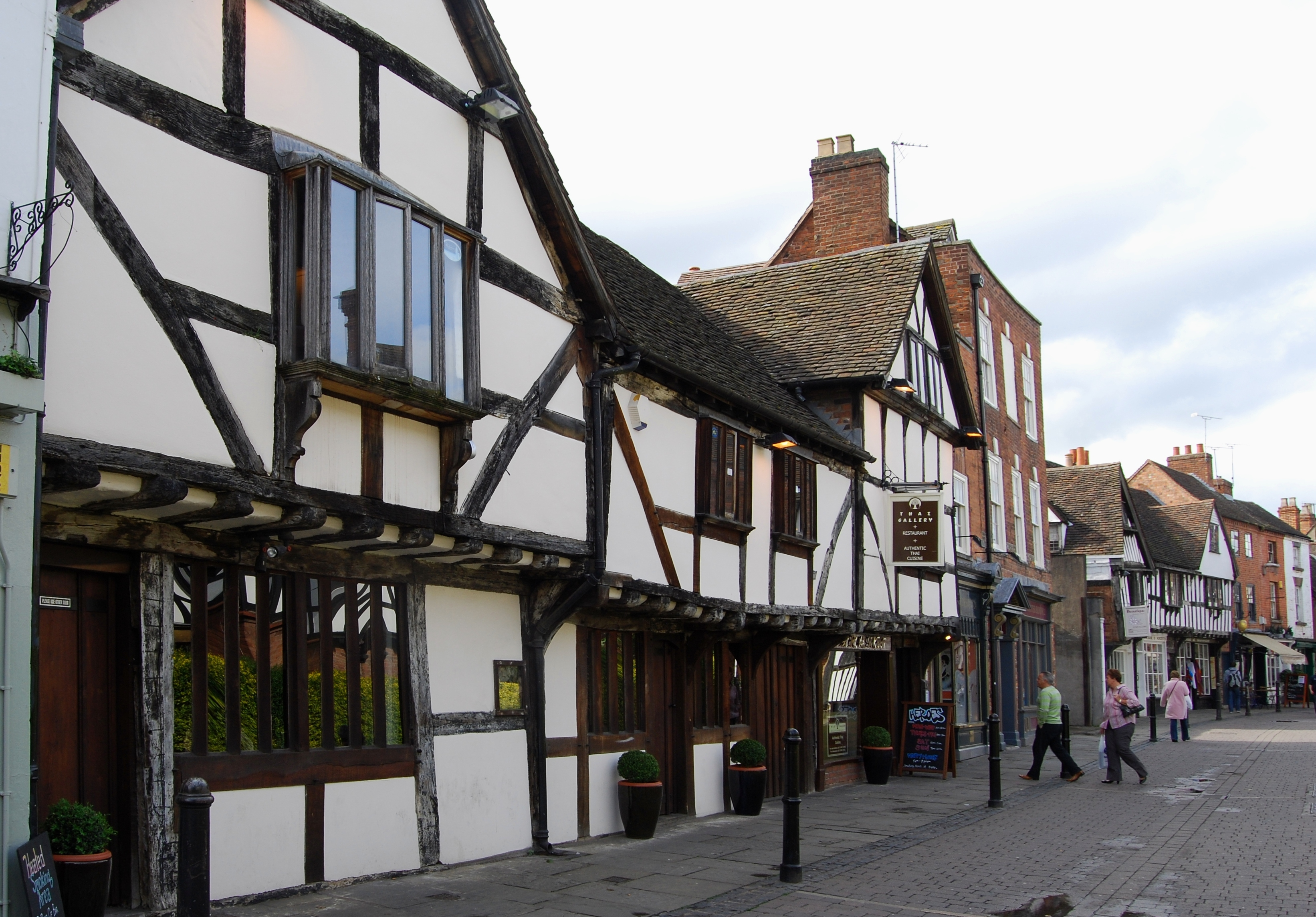
Cases de l'època Tudor, de les poques que es van salvar de la «mutilació» del s.XX.

Durant la Segona Guerra Mundial, la ciutat va ser escollida com a seu del govern d'evacuació. Winston Churchill i tot el gabinet de guerra es van instal·lar en un edifici anomenat Hindlip Hall, que actualment forma part de les oficines de la policia local.
Entre els anys 1950 i 1960 es van tombar molts edificis antics per remodelar la ciutat, cosa que va ser molt criticada pels amants de l'arquitectura històrica, com el professor Nikolaus Pevsner que va qualificar el fet de «automutilació incomprensible».
El 1974 el territori municipal es va ampliar amb l'assimilació de dues poblacions veïnes: Warndon i St. Peter the Great County.

## Geografia
La ciutat està ubicada en una zona baixa del riu Severn, que antigament es feia servir com a gual. Això però, ha portat desgràcies, com les inundacions de l'any 1670 o les del 2007, causades per les fortes pluges i el consegüent augment del cabal del riu. Al sud de la ciutat, el riu Severn rep l'afluència del Teme.
A Worcester hi ha dos boscos: Perry Wood, de dotze hectàrees i Nunnery Wood, de vint-i-una hectàrees. La llegenda diu que Perry Wood és on Oliver Cromwell es va trobar amb el dimoni i va fer un acte amb ell. Nunnery Wood forma part de l'adjacent Worcester Woods Country Park, molt visitat pels ciutadans.

## Administració

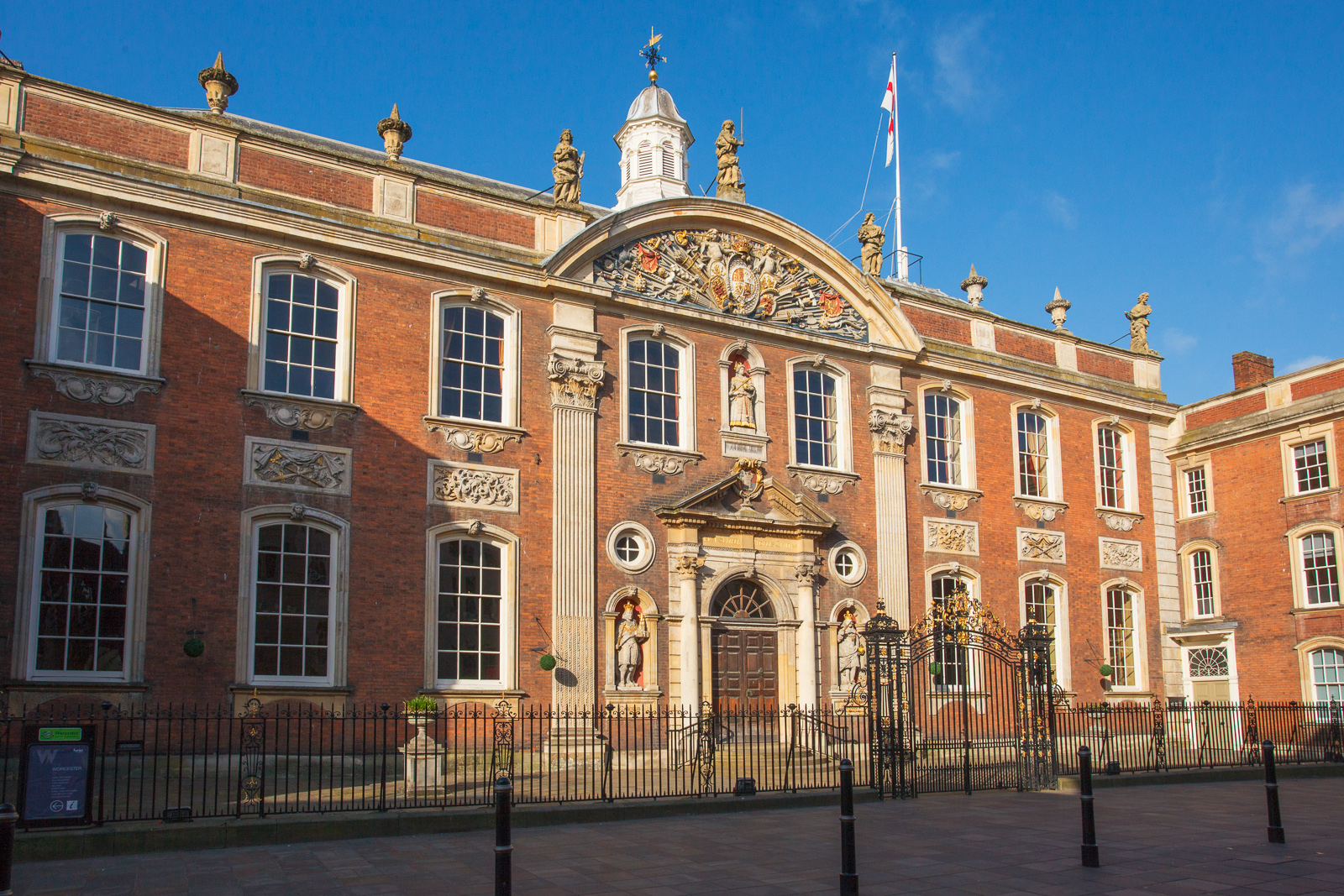
Guildhall

La ciutat està dividida administrativament en 16 districtes, els més poblats estan a la riba est del riu i són: Barbourne, Blackpole, Cherry Orchard, Claines, Diglis, Northwick, Red Hill, Ronkswood, St Peter the Great, Tolladine, Warndon i Warndon Villages; mentre que a la riba oest estan:Henwick, Lower Wick, St. John's i Dines Green.
L'ajuntament (Guildhall) és un edifici que data del 1721 i està catalogat com a patrimoni nacional de grau I.

## Clima
Worcester té un generalment clima temperat, però darrerament s'han donat casos de temperatures extremes anormals i precipitacions més abundants de les acostumades. Durant els hiverns del 2009-10 i 2010-11 la ciutat va experimentar períodes perllongats de temperatures extremadament baixes amb nevades intenses. El desembre del 2010 la temperatura va baixar a −19,5 °C (−3,1 °F) en la veïna localitat de Pershore. Els rius Severn i el Teme es van congelar parcialment al seu pas per Worcester. També l'agost del 1990 es van enregistrar temperatures extremadament caloroses: 37 °C (98.6 °F).
Entre el 1990 i el 2003, s'han recollit dades de la meteorologia local amb una estació situada al districte de Barbourne. Amb el tancament d'aquesta estació la més propera és la de Pershore.
| Dades climàtiques a Barbourne (Worcester) | Dades climàtiques a Barbourne (Worcester) | Dades climàtiques a Barbourne (Worcester) | Dades climàtiques a Barbourne (Worcester) | Dades climàtiques a Barbourne (Worcester) | Dades climàtiques a Barbourne (Worcester) | Dades climàtiques a Barbourne (Worcester) | Dades climàtiques a Barbourne (Worcester) | Dades climàtiques a Barbourne (Worcester) | Dades climàtiques a Barbourne (Worcester) | Dades climàtiques a Barbourne (Worcester) | Dades climàtiques a Barbourne (Worcester) | Dades climàtiques a Barbourne (Worcester) | Dades climàtiques a Barbourne (Worcester) |
| Mes                                       | gen                                       | febr                                      | març                                      | abr                                       | maig                                      | juny                                      | jul                                       | ag                                        | set                                       | oct                                       | nov                                       | des                                       | anual                                     |
| ----------------------------------------- | ----------------------------------------- | ----------------------------------------- | ----------------------------------------- | ----------------------------------------- | ----------------------------------------- | ----------------------------------------- | ----------------------------------------- | ----------------------------------------- | ----------------------------------------- | ----------------------------------------- | ----------------------------------------- | ----------------------------------------- | ----------------------------------------- |
| Mitjana diària °C (°F)                    | 17.1 (62.8)                               | 19.6 (67.3)                               | 21 (70)                                   | 26.6 (79.9)                               | 28.2 (82.8)                               | 33.1 (91.6)                               | 33.8 (92.8)                               | 37 (99)                                   | 28.8 (83.8)                               | 28.4 (83.1)                               | 18.6 (65.5)                               | 15.2 (59.4)                               | 37 (99)                                   |
| Mínima mitjana °C (°F)                    | 2 (36)                                    | 1 (34)                                    | 3 (37)                                    | 4 (39)                                    | 7 (45)                                    | 10 (50)                                   | 12 (54)                                   | 12 (54)                                   | 10 (50)                                   | 7 (45)                                    | 4 (39)                                    | 2 (36)                                    | 6.2 (43.2)                                |
| Precipitació mitjana mm (polzades)        | 53 (2.09)                                 | 31 (1.22)                                 | 31 (1.22)                                 | 42 (1.65)                                 | 47 (1.85)                                 | 48 (1.89)                                 | 50 (1.97)                                 | 53 (2.09)                                 | 48 (1.89)                                 | 56 (2.2)                                  | 54 (2.13)                                 | 50 (1.97)                                 | 563 (22.17)                               |
| Font: Met Office                          |                                           |                                           |                                           |                                           |                                           |                                           |                                           |                                           |                                           |                                           |                                           |                                           |                                           |

## Demografia
Segons el cens del 2005 aquesta ciutat tenia 94.300 habitants i en el cens del 2001 93.353. En aquest estudis es va detectar que un 96.5% de la població són d'ètnia blanca, un percentatge superior al de la resta del país. L'estudi també qüestionava sobre la religió i el 77% es van declarar cristians, el 21% o eren ateus o no volien contestar i la resta eren d'altres religions. Hi ha una minoria d'immigrants a Worcester procedents de: Xina, Índia, Pakistan, Itàlia i Polònia, els més nombrosos són els paquistanesos.

## Economia
L'economia de Worcester que era, eminentment industrial, ha anat davallant en els darrers anys.
De l'antiga indústria manufacturera de guants, que en produïa la meitat dels que es venien a tot el país només en queden unes poques empreses familiars. Durant els anys d'entreguerres la ciutat es va especialitzar en la fabricació de maquinària per a la mineria, màquines per a vehicles i també estris de cuina. La producció de porcellana va tancar el 2008 i s'ha reconvertit en una mena de museu on es pot veure els artistes que decoren algunes peces i després poden comprar com a record. Un altre producte d'aquesta ciutat és la popular salsa Worcestershire Lea & Perrins coneguda a tot el país. A Worcester hi ha una foneria que treballa amb grafit i ciment per elaborar productes emprats en construcció. Entre les noves indústries implantades està l'empresa japonesa Yamazaki Mazak Corporation, que es dedica a la fabricació d'eines.
La ciutat va ser la seu d'una important empresa de venda per catàleg, anomenada Kays, que va funcionar del 1880 fins al 2007.
El segon recurs econòmic de Worcester és el comerç, on hi ha petites i grans superfícies.

## Llocs d'interès

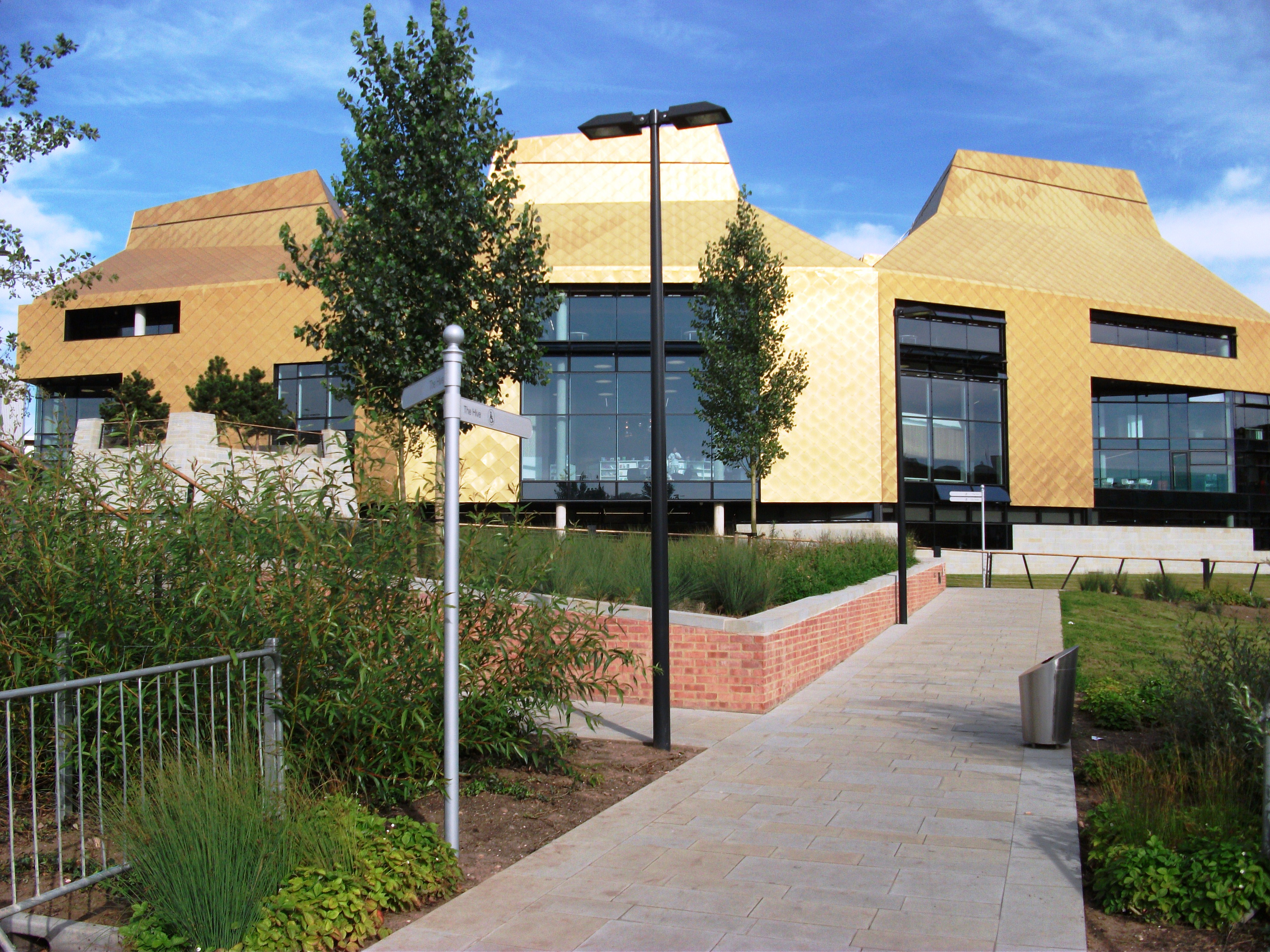
The Hive

- La catedral, on està la tomba del rei Joan sense Terra.[15]
- Els parcs: Cripplegate Park, Gheluvelt Park i Fort Royal Park, el darrer va ser l'escenari de diverses batalles i es fa servir també per a competicions amb cavalls. Gheluvelt Park està dedicat als caiguts en la primera guerra mundial.
- El monument al compositor Edward Elgar, davant d'on el seu pare tenia una botiga.
- La biblioteca del comtat, situada en un edifici daurat d'arquitectura moderna anomenat The Hive («el rusc»).

## Esdeveniments culturals
Cada tres anys es fa a Worcester el festival de música coral més antic del país, el Three Choirs Festival. Un altre esdeveniment cultural és el Worcester Festival que aplega actuacions teatrals, concerts de música, cinema i mercat d'artesania. Una altra celebració és el Beer Festival («festa de la cervesa») que acaba amb focs artificials a la vora del riu. Des del 2008 se celebra el Worcester Music Festival per donar a conèixer nous cantants i compositors.

## Ciutats agermanades
Worcester té relacions d'agermanament amb:
- Le Vésinet (França)
- Worcester (Massachusetts) (Estats Units d'Amèrica)
- Kleve (Alemanya)

## Fills il·lustres
- John Pyke Hullah (1812-1884) compositor i professor de música.